# پروسینوویتسه (استان اوپوله)
پروسینوویتسه (به لهستانی: Prusinowice) یک منطقهٔ مسکونی در لهستان است که در گمینا پاکوسواویتسه واقع شده‌است.